# 清水陽平
清水 陽平（しみず ようへい、1982年 - ）は、日本の弁護士（登録番号：35526）。東京弁護士会所属。法律事務所アルシエン共同代表パートナー。一般社団法人情報法制研究所上席研究員。岩手県一関市出身。インターネットの誹謗中傷に詳しい弁護士として多くのメディアに出演している。Twitter、Facebookへの発信者情報開示請求を日本で初めて成功させた弁護士でもある。2020年に自殺に追い込まれた女子プロレスラー木村花への誹謗中傷に対しての開示請求と民事訴訟の代理人弁護士（原告は木村花の母親の木村響子）も担当している。

## 経歴
- 2004年3月　早稲田大学法学部卒業
- 2006年4月　最高裁判所司法研修所入所
- 2007年9月　最高裁判所司法研修所修了（旧司法試験60期）
- 2007年　弁護士登録
- 2007年9月　東京都内の法律事務所でアソシエイトとして勤務
- 2008年9月　東京都内のコンサルティング会社に、弁護士ではなく従業員として入社
- 2010年11月　法律事務所アルシエンを開設

## 著書
- 『ホームページ担当者が知らないと困るネットショップ法務と手続きの常識』（ソシム 2009年）
- 『最新 プロバイダ責任制限法判例集』（田中一哉、神田知宏 他との共著、弁護士会館ブックセンター出版部 2016年）
- 『サイト別 ネット中傷・炎上対応マニュアル』（弘文堂　2015年）
- 『ケース・スタディ ネット権利侵害対応の実務-発信者情報開示請求と削除請求-』（神田知宏、中澤佑一との共著 新日本法規出版 2017年）
- 『企業を守る ネット炎上対応の実務』（学陽書房 2017年）
- 『サイト別 ネット中傷・炎上対応マニュアル（第4版）』（弘文堂 2022年）